# Фенигштайн, Виктор
Виктор Фенигштайн (нем. Victor Fenigstein; 19 декабря 1924, Цюрих — январь 2022) — швейцарско-люксембургский композитор и музыкальный педагог.

## Биография
Учился в Цюрихской консерватории как пианист, затем совершенствовался фортепианному мастерству в Люцерне у Эдвина Фишера. Однако заболевание рассеянным склерозом поставило крест на исполнительской карьере Фенигштайна, и он избрал педагогику и композицию, хотя формально композиции нигде не учился. В 1948—1985 гг. Фенигштайн был профессором фортепиано Люксембургской консерватории.
В творчестве Фенигштайна отразились его левые политические взгляды. Ему принадлежат опера «Святая Иоанна скотобоен» (нем. Die heilige Johanna der Schlachthöfe; 1985, по одноимённой пьесе Бертольта Брехта) и цикл из двенадцати песен к пьесе Брехта «Мамаша Кураж и её дети» (1997), получасовая миниопера для двух голосов и восьми инструментов «Мать убийц» (нем. Die Mutter des Mörders; 1987, по Эгону Эрвину Кишу — текст газетного очерка Киша положен на музыку целиком), фортепианная пьеса памяти Сальвадора Альенде и другие идеологически мотивированные произведения. Из других сочинений Фенигштайна выделяются положенные на музыку сонеты Шекспира (1986; взяты все 156 сонетов), концерт для гобоя с оркестром и др.
14 января 2022 года появилась информация о смерти Фенигштайна.